# Тавричанская сельская община
Тавричанская сельская община (укр. Тавричанська сільська громада) — территориальная община в Каховском районе Херсонской области Украины. В состав общины входит 11 сёл. Население составляет 4912 человек, площадь общины 332,6 км².

## Населённые пункты
В состав общины входят сёла Волынское, Дудчино, Заозёрное, Любимо-Марьевка, Любимо-Павловка, Марьяновка, Ольговка, Остапенко, Скворцовка, Солидарное, Тавричанка.

## История общины
Создана в ходе административно-территориальной реформы 19 августа 2016 года путем объединения Дудчинского, Заозёрненского и Тавричанского сельских советов Каховского района.
С марта 2022 года община находится под российской оккупацией в ходе вторжения России в Украину.